# 多菲内
多菲内（法語：Dauphiné，法語發音：[dofine]）是法国东南部的一个行省，大致包括現在的伊泽尔省、德龙省、上阿尔卑斯省。
从1040年到1349年，多菲内王国是一个独立国家，在阿尔邦伯爵（Counts of Albon）统治下，直至加入法兰西王国。作为法国的一个行省，直至1457年保持自治。历史首府是格勒诺布尔。它的居民成为多菲内人（Dauphinois）。
多菲内的名字来源于阿尔邦伯爵的家族徽章上有一只海豚，法文的海豚为“Dauphin”，成了该地的绰号。
1349年多菲内归入法国的一个条件是：法兰西王国的皇太子必须使用多菲内称号。这保持到了法国大革命。

## 更多阅读
- Pfeiffer, Thomas, Le Brûleur de loups, Lyon, Bellier, 2004.
- Félix Vernay, Petite Histoire du Dauphiné, 1933.